# Demografisk databas södra Sverige
Demografisk Databas Södra Sverige, DDSS, var en databas med uppgifter ur kyrkoböcker från församlingar i Skåne, Halland och Blekinge från 1600-talets mitt till 1900-talets början. Projektet startade 1997 med målsättningen att kyrkoboksinformation om befolkningen i dessa landskap fram till ca år 1900 ska finnas fritt tillgänglig och sökbart på Internet. I första hand registrerades uppgifter om födelser, vigslar och dödsfall. 2023 upphörde nyregistrering och 2024 integrerades databasen i Riksarkivets söktjänst Digitala forskarsalen. Vid det laget hade databasen omkring 1,6 miljoner registerposter.
Ansvarig för DDSS var Landsarkivet i Lund. Landsarkivet hade lång erfarenhet av manuella och datoriserade registreringsprojekt. Databasen var uppdelad i register över födelse- och dopböcker, lysnings- och vigselböcker samt död- och begravningsböcker. Varje händelse bildade en post med de uppgifter som prästen antecknat, exempelvis namn, ålder och boendeort.
All registrering har skett med originalstavning men genom en normering av uppgifterna är det möjligt att söka på dagens stavning av för- och efternamn, ortnamn, titlar och dödsorsaker. I sökresultatet visas emellertid originalstavningen. Normeringen har också resulterat i särskilda temasidor med användbara sammanställningar som också visar arbetsmetodiken.
Många har arbetat med registrering och kontroll av uppgifter i DDSS. Merparten av grundregistreringen har utförts i respektive kommun i små lokala projektgrupper och ofta med personer med arbetshandikapp. Släktforskare har gjort stora ideella insatser. Kontrollen av registreringen var omfattande och skedde både i de lokala grupperna och i en kontrollgrupp på landsarkivet. Normeringen har utförts i ett Access-projekt. Projektet hade också en styrgrupp med experter. 
Tidigare pågick ett samarbete med Lunds universitet och Länsarbetsnämnden om ett liknande projekt, Skånes Demografiska Databas (SDD), som bearbetade ett dussin församlingar i västra Skåne och som sedan dess har vidareutvecklats av Forskningsgruppen i ekonomisk demografi vid Lunds universitet. Uppgifter om födda, vigda och döda i dessa församlingar uppgick senare i DDSS-databasen liksom Malmö stadsarkivs register över födda i Malmö kommun.
Andra register som var åtkomliga på sidan DDSS var Hallands vigselregister upprättat av Hallands Genealogiska Förening, Sveriges skeppslistor med uppgifter ur de tryckta förteckningarna över handelsfartyg, Blekinge sjömansdatabas med uppgifter ur sjömanshusarkiven och Öknamnsdatabas Örkeneds socken.
Databasen hade omkring 300.000 besökare årligen. Den fanns tillgänglig på två språk; svenska och engelska.